# Francesco Bonfiglio
Francesco Bonfiglio (Lentini, 19 gennaio 1883 – Roma, 6 luglio 1966) è stato un neurologo e psichiatra italiano.

## Biografia
Studiò medicina e chirurgia all'Università di Roma e, ventitreenne, si laureò a pieni voti. Docente dal 1913, nel 1939 divenne direttore dell'ospedale psichiatrico provinciale di Roma sostituendo Augusto Giannelli e mantenne l'incarico fino al 1954.

## Attività scientifica
Si dedicò allo studio della neurologia, in particolare alle encefaliti, alla paralisi progressiva secondaria alla sifilide e alle demenze dell'età presenile. Si adoperò anche in ambito legislativo per una riforma dei metodi di trattamento e assistenza dei pazienti psichiatrici.